# Kalendarium historii ogrodów zoologicznych w Polsce

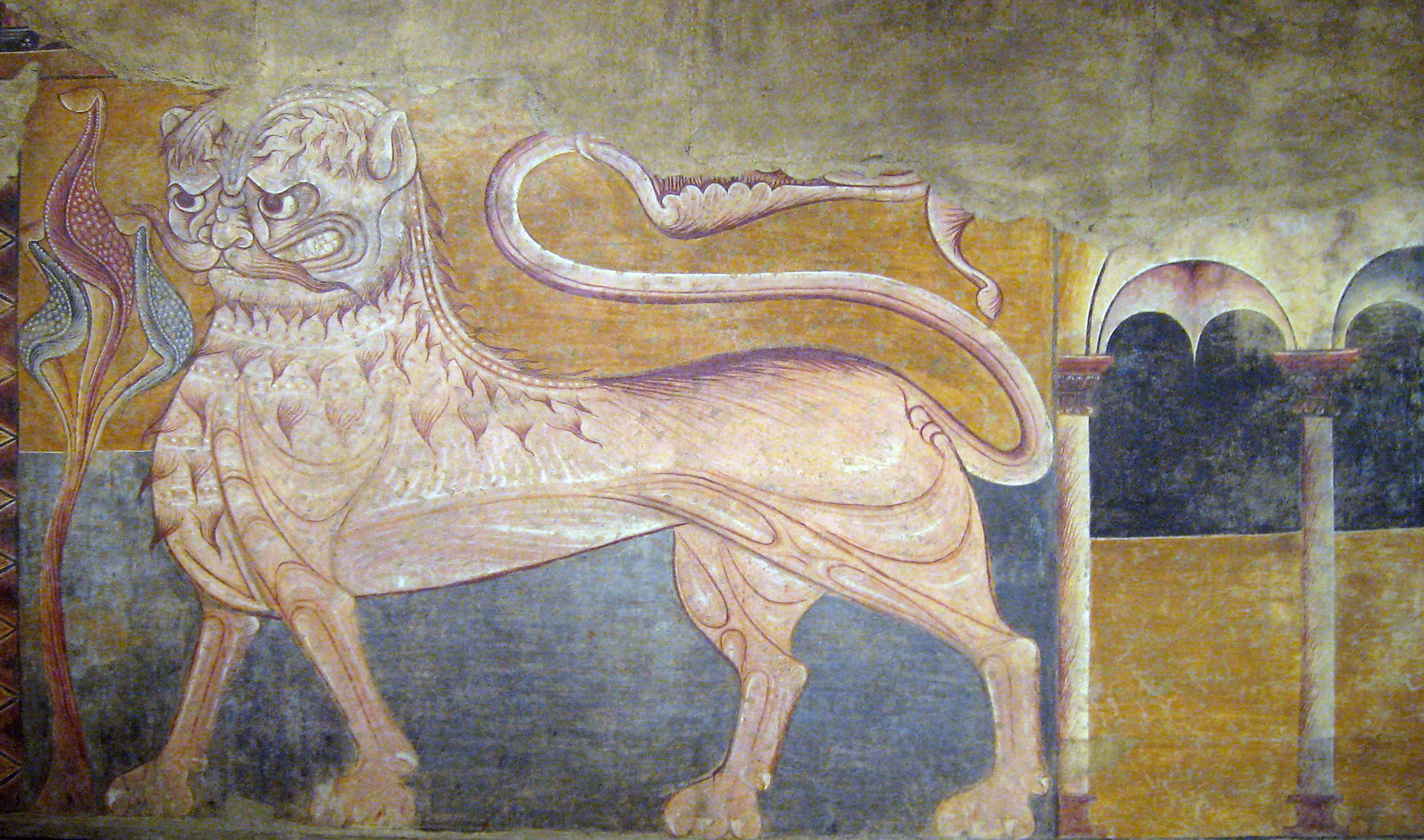
Średniowieczne przedstawienie lwa

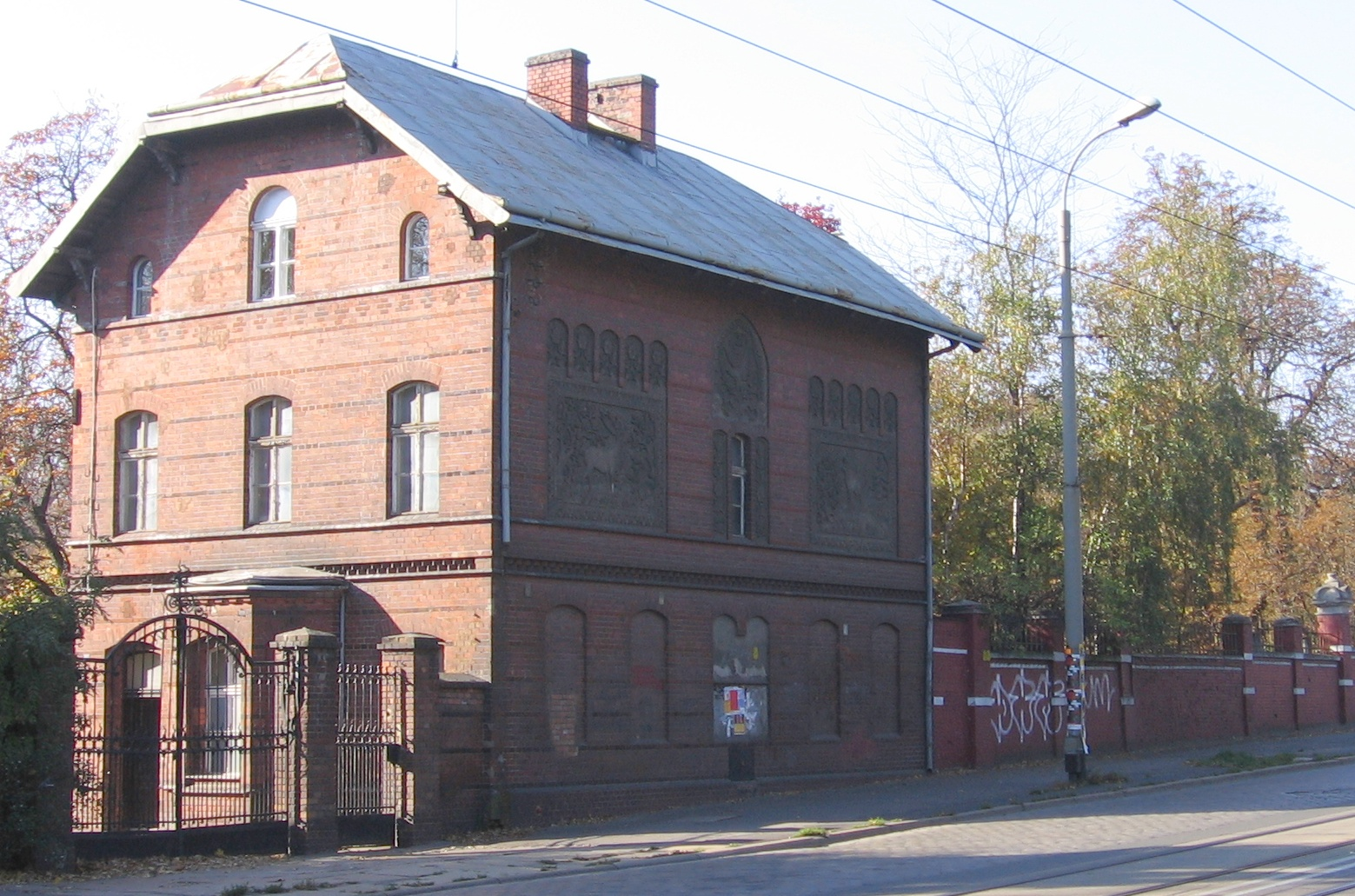
Dawne wejście do wrocławskiego zoo

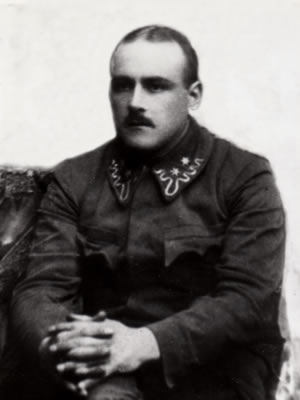
Stefan Miler

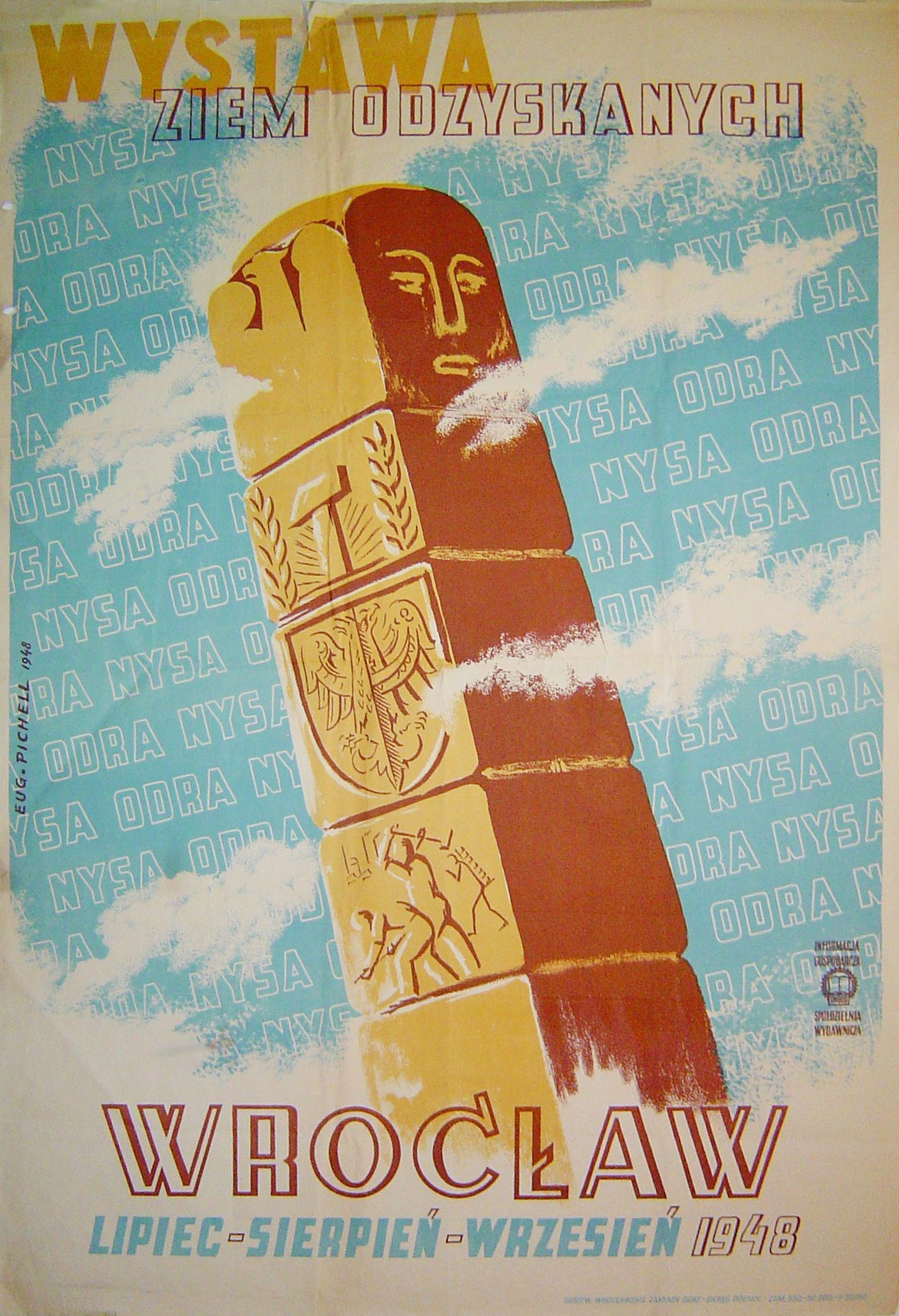
Afisz Wystawy Ziem Odzyskanych

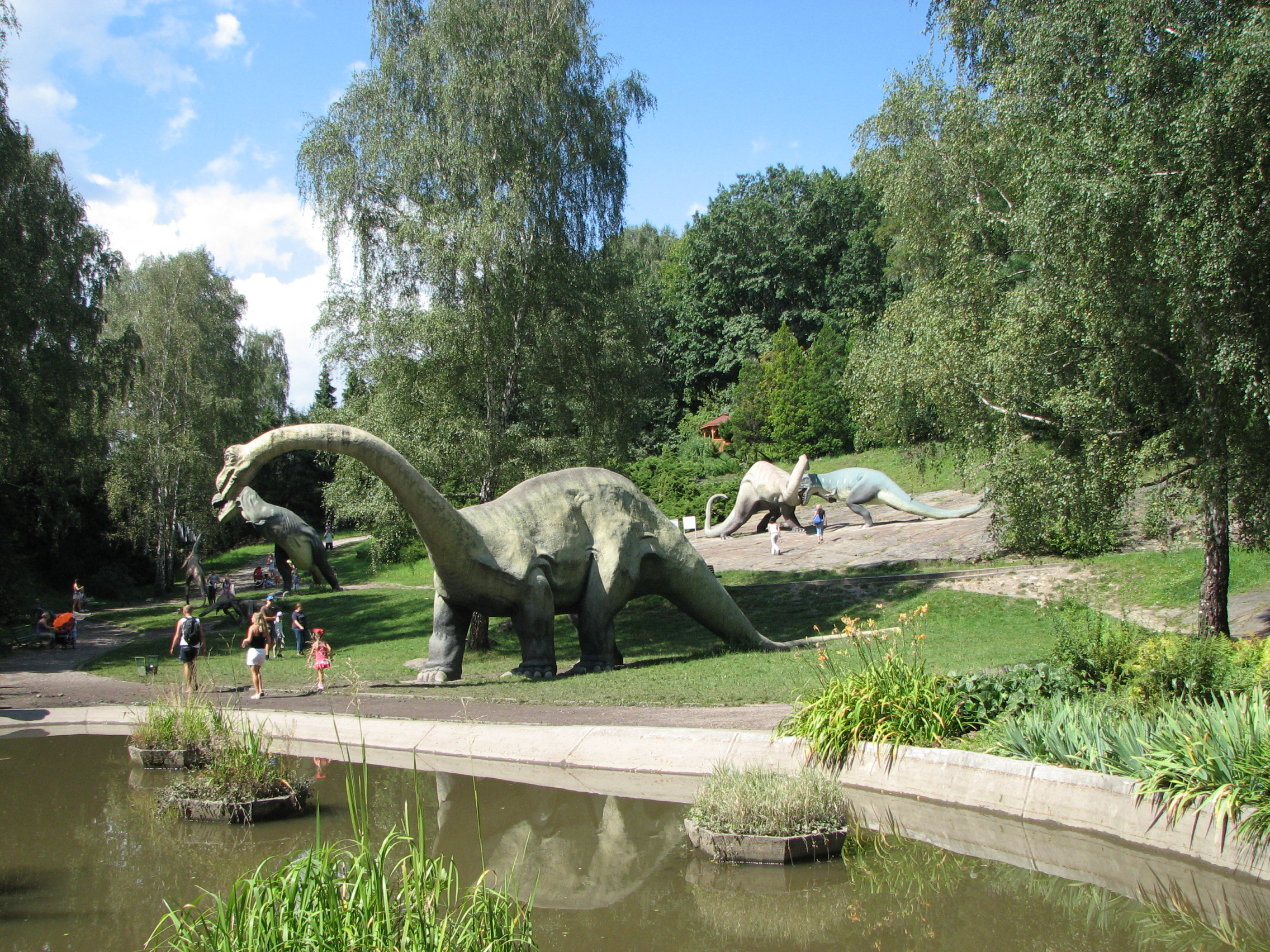
Kotlina Dinozaurów w Chorzowie

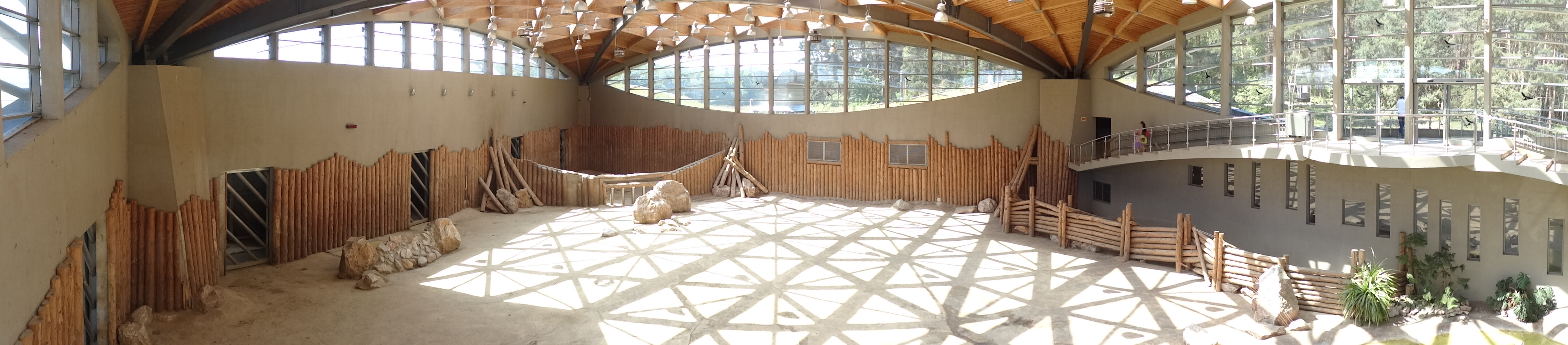
Słoniarnia w Poznaniu

Kalendarium historii ogrodów zoologicznych w Polsce – uporządkowany chronologicznie, począwszy od czasów najdawniejszych aż do współczesności, wykaz dat i wydarzeń z historii zoo, menażerii oraz zwierzyńców na terenach Polski.

## Kalendarium
- 1406 – założenie lwiarni na dworze Władysława Jagiełły, początek królewskiego ogrodu zwierząt[1].
- XVII w. – otwarcie menażerii w pałacu Kazimierzowskim w Warszawie[1].
- połowa XIX w. – założenie zwierzyńca w lesie Zwierzyniec w gminie Krzeszowice[2].
- 1865 – otwarcie zoo we Wrocławiu, najstarszego obiektu tego typu na ziemiach polskich[3].
- 1871 – otwarcie Starego Zoo w Poznaniu[4].
- 1876 – pierwsza wystawa ludzi (Beduinów) we wrocławskim zoo[5].
- 1895 – otwarcie małego zwierzyńca w Krakowie[6].
- 1898 – otwarcie Miejskiego Ogrodu Zoologicznego w Bytomiu[7].
- 1903 – utworzenie zwierzyńca w Lesznie[8].
- 1904 – nigdy niepobity rekord zwiedzających we wrocławskim zoo. Ogród odwiedziło 41 tysięcy ludzi jednego dnia, w związku z wystawą Tunezyjczyków[9]. W owym roku otwarto tam także pierwsze akwarium[10].
- 1918 – otwarcie zoo w Zamościu przez Stefana Milera[11].
- 1921 – założenie w Gdyni Morskiego Instytutu Rybackiego – Państwowego Instytutu Badawczego[12].
- 1926 – otwarcie przez Mieczysława Pągowskiego prywatnego zwierzyńca w Warszawie[13].
- 1927 – wizyta Ignacego Mościckiego w zamojskim zoo[11].
- 1928 – otwarcie miejskiego zoo w Warszawie[13].
- 1929 – Powszechna Wystawa Krajowa w Poznaniu, rozbudowa Starego Zoo[14]. Oficjalne otwarcie zoo w Krakowie[6].
- lata 30. XX w. – wykupienie przez miasto Opole prywatnego parku i założenie ogrodu zoologicznego[15].
- 1938 – symboliczna data założenia zoo w Łodzi, związana z zakończeniem budowy parkanu[16].
- okres drugiej wojny światowej – ukrywanie Żydów przez Jana i Antoninę Żabińskich na terenie warszawskiego zoo[17].
- 1945 – upadek zoo we Wrocławiu, śmierć wielu osobników i zrujnowanie terenu ogrodu[18].
- 1946 – utworzenie katowickiego zoo[19].
- 1947 – wznowienie działalności bytomskiego zoo[7].
- 1948 – Wystawa Ziem Odzyskanych, na której ponownie otwarto wrocławskie zoo. Ponowne otwarcie zoo w Warszawie[13].
- 1950 – powiększenie powierzchni zoo w Łodzi[16].
- 1951 – otwarcie zoo w Płocku[20].
- 1953 – ponowne otwarcie zoo w Opolu[21]. Przekształcenie zoo w Zamościu w Miejski Ogród Zoologiczny[11].
- 1954 – otwarcie zoo w Gdańsku[22], oraz w Chorzowie[19].
- 1957 – ostateczne zamknięcie zoo w Bytomiu[7].
- 1964 – otwarcie zoo w Białymstoku[23].
- 1965 – sprowadzenie pierwszych zwierząt do Ogrodu Zoobotanicznego w Toruniu[24].
- 1971 – początek emisji Z kamerą wśród zwierząt, programu prowadzonego przez pracowników zoo we Wrocławiu[25]. Oficjalne otwarcie Akwarium Gdyńskiego[12].
- 1974 – otwarcie Nowego Zoo w Poznaniu[26] i nowotomyskiego zoo[27].
- 1975 – ukończenie Kotliny Dinozaurów w chorzowskim zoo[19].
- 1977 – reaktywacja zoo w Lesznie[8].
- 1978 – otwarcie zoo w Bydgoszczy[28].
- 1992 – otwarcie Parku Dzikich Zwierząt w Kadzidłowie[29].
- 1997 – zniszczenie zoo w Opolu i śmierć części zwierząt wskutek powodzi tysiąclecia[21].
- 1998 – ponowne otwarcie opolskiego zoo[21].
- 1999 – otwarcie fokarium w Helu[30].
- 2002 – otwarcie Leśnego Parku Niespodzianek w Ustroniu[31].
- 2008 – otwarcie słoniarni w Poznaniu[32]. Utworzenie ZOO Safari Borysew[33].
- 2010 – utworzenie ogrodu zoologicznego w Dolinie Charlotty[34].
- 2014 – otwarcie Afrykarium we Wrocławiu[35].
- 2022 – otwarcie muzeum Historii Zoo i Lwa w Poznaniu[36]. Przyjęcie do poznańskiego zoo zwierząt z zaatakowanej przez Rosję Ukrainy[37].
- 2023 – przemianowanie Miejskiego Ogrodu Zoologicznego w Warszawie na Miejski Ogród Zoologiczny im. Antoniny i Jana Żabińskich w Warszawie[38].